# IPod Touch
iPod Touch (đưa ra thị trường với tên iPod touch) là thiết bị di động đa mục đích dựa trên iOS được Apple Inc. thiết kế và tiếp thị với giao diện người dùng trên màn hình cảm ứng. Nó có thể được sử dụng như là một máy nghe nhạc và video, máy ảnh số, thiết bị chơi game cầm tay, và thiết bị kỹ thuật số hỗ trợ cá nhân (PDA). Nó kết nối với Internet chỉ qua Wi-Fi, không sử dụng mạng thiết bị di động, và do đó không phải là một điện thoại thông minh,mặc dù nó có một thiết kế tương tự như iPhone và thường được gọi là "iPhone mà không có thuê bao". Hơn nữa, nó không phù hợp với các phụ kiện iPhone của Apple như các vỏ da. Tính đến tháng 5 năm 2013, 100 triệu chiếc iPod Touch đã được bán kể từ năm 2007.
Các mẫu iPod Touch được bán theo kích cỡ lưu trữ và màu sắc, với tất cả các mô hình của cùng một thế hệ thông thường cung cấp các tính năng, bộ vi xử lý và hiệu suất giống hệt nhau, ngoài các nâng cấp hệ điều hành hiện có; một ngoại lệ là thế hệ thứ năm, với phiên bản 16 GB không có camera sau. IPod touch hiện tại là thế hệ thứ 7, được phát hành vào ngày 28 tháng 5 năm 2019.
Tính đến tháng 9 năm 2020, iPod Touch hiện là sản phẩm duy nhất trong dòng sản phẩm iPod của Apple, sau khi ngừng sản xuất iPod Nano và iPod Shuffle. Sau khi ngưng sản xuất, Apple đã sửa đổi bộ nhớ và giá cho iPod Touch với bộ nhớ 32 và 128 GB.